# Pierre Pascal
Pour les articles homonymes, voir Pierre Pascal (homonymie) et Pascal.
Pierre Pascal, né le 22 juillet 1890 à Issoire et mort le 1er juillet 1983 à Neuilly-sur-Seine, est un essayiste et historien français, slaviste et spécialiste de la Russie.

## Biographie
Pierre Pascal est né le 22 juillet 1890 à Issoire de parents laïcs d'ascendance Auvergnate. Son père est professeur de latin au lycée Janson-de-Sailly, après une carrière en province. Sa mère provient d'une famille plus aisée issue de la bourgeoisie issoirienne. 
Pierre est élève au lycée Hoche de Versailles, puis aux lycées Janson-de-Sailly et Louis-le-Grand à Paris. Au lycée Janson-de-Sailly, il suit des cours de russe et il se rend dans ce cadre à plusieurs reprises en voyage d'étude en Russie.
Il passe ensuite à l'École normale supérieure de Paris (1910), où il découvre la foi par ses lectures de Bossuet et devient un fervent catholique. Il tombe amoureux de la langue russe après avoir reçu comme prix scolaire le livre « Au pays russe » de Jules Legras. Voulant défendre l'alliance franco-russe, il est nommé lieutenant en 1916 à la mission militaire française en Russie après avoir été blessé deux fois au front pendant la Première Guerre mondiale. Il est proche de l'orthodoxie et partisan de l'union des deux Églises, une position rare à l'époque .
Fasciné par l'austérité et le caractère vertueux des militants anarchistes et bolchéviques, il se lie avec eux en Russie. Dès les débuts de la Révolution russe de 1917, il se rapproche de Lénine et devient l'un de ses collaborateurs. Il fonde en 1918 le groupe communiste français qui rassemble quelques dizaines de personnes tout au plus, avec des degrés d'engagement variables, tel que Jacques Sadoul ou Jeanne Labourbe. Il se veut « bolchévique catholique ». Il désobéit aux ordres qui mettent fin à sa mission et lui imposent de rentrer en France après le Traité de Brest-Litovsk. Il subit aussi, en URSS, un certain nombre d'ennuis pour son catholicisme. Ainsi, en 1920, un tribunal du parti dirigé par Nikolaï Boukharine se penche sur sa volonté de concilier communisme et christianisme.
En 1921, il se lie avec une secrétaire-dactylo de l'Internationale, Evgenia Roussakova, dont la sœur Liouba est la compagne de Victor Serge. Travaillant dans l'administration du régime, il se rend rapidement compte de sa brutalité. Il rédige de nombreuses notes qu'il envoie en France. Au début des années 1930, la répression stalinienne se resserre autour de ses amis et de la famille de sa femme, ce qui l'incite à revenir en France. Il a pu rapporter ses archives.
Rentré à Paris avec sa femme Evgenia en mars 1933 et réhabilité, il devient traducteur d'ouvrages russes, notamment de Dostoïevski, au sujet duquel il publie aussi des analyses d'œuvres. Devenu professeur à l'École nationale des langues orientales vivantes puis à la Sorbonne, il quitte publiquement la mouvance communiste au moment des purges staliniennes (1936-1937). Il se consacre alors à ses traductions et à l'écriture de livres sur l'histoire de la Russie, notamment sur les aspects religieux. Il revient aussi sur son parcours aux côtés des bolchéviques dans ses Mémoires.
Dans les années 1950-1970, il soutient plusieurs dissidents (Pasternak, Soljenitsyne...). Il joue ainsi, selon l'historienne Sophie Cœuré, « un rôle important dans l'antitotalitarisme français ».
Il meurt le 1er juillet 1983  à Neuilly-sur-Seine, sans être jamais retourné en Union soviétique depuis 1933,.

## Œuvre (liste non exhaustive)

### Œuvres de Pierre Pascal
- Pages d’amitié, Paris, Allia, 1987, 180 p. (ISBN 978-2-904235-10-8, lire en ligne).

### Traductions d'œuvres russes
- Fédor Dostoïevski : œuvre intégrale.
- Nicolas Gogol :  Les Âmes mortes.
- Léon Tolstoï : Anna Karénine, Résurrection.

Il reçoit le Prix Langlois de l’Académie française en 1964.

### À propos de Dostoïevski
- Dostoïevski devant Dieu, Desclée de Brouwer, 1969.
- Dostoïevski, l'homme et l'œuvre, Éditions L'Âge d'Homme, 1970.

### Sur le communisme en Russie
- En Russie rouge, Librairie de L'Humanité, 1921.
- Mon journal de Russie, Éditions L'Âge d'Homme, 1975-1977 (4 volumes : I 1916-1918, II En communisme, III Mon État d'âme, IV Russie 1927)[10].
- Pages choisies de Lénine, Traduction, introduction et notes de Pierre Pascal, Éditions Les bons caractères, 2017 (3 volumes : I 1893-1904 La campagne pour le programme, la tactique et l'organisation du parti, II 1904-1914 Le parti bolchévik en action, III 1914-octobre 1917 Pendant la guerre).
- Journal de Russie, 1928-1929, Édité par Jacques Catteau, Sophie Cœuré et Julie Bouvard, Éditions Noir sur Blanc, 784 pages.

### Sur l'histoire de la Russie
- Avvakum et les débuts du raskol : la crise religieuse au XVIIe siècle en Russie, 1938.
- Histoire de la Russie des origines à 1917, PUF, 1946.
- La Religion du peuple russe, L'Âge d'Homme, 1969-1973.
- Civilisation paysanne en Russie, L'Âge d'Homme, 1969.
- La Révolte de Pougatchëv, Gallimard, 1973.

### Archives
- Inventaire du fonds d'archives de Pierre Pascal conservé à La contemporaine.